# Taiji Yabushita
Taiji Yabushita (薮下泰司?, Yabushita Taiji; Osaka, 1º febbraio 1903 – 15 luglio 1986) è stato un regista, direttore della fotografia e sceneggiatore giapponese.
È noto principalmente per aver diretto i primi cinque lungometraggi anime prodotti dalla Toei Dōga.

## Biografia
Esordì come intercalatore ed animatore, con il nome di Yasushi Yabushita, nel periodo pionieristico tra le due guerre mondiali, per essere poi tra i protagonisti della scena dell'animazione giapponese nell'immediato dopoguerra. Insieme a Kenzō Masaoka e Sanae Yamamoto nel 1947 diede vita alla Nihon Dogasha, dove collaborò ad opere come Tora-chan to hanayome e Poppo-ya san: Nonki ekicho no maki. Nel 1949 realizzò la sua prima regia, dirigendo insieme a Masao Kumagawa il cortometraggio Dobutsu dai yakyu sen. Fallita la Nihon Doga nel 1951, seguì Yamamoto nella neonata Nichido Eigasha, dove al ruolo di regista alternò anche quelli di produttore e sceneggiatore. Nel 1956 la Nichido si sciolse per dar vita alla Toei Doga e Yabushita fu chiamato a dirigere il primo grande progetto dello studio, il lungometraggio a colori La leggenda del serpente bianco. Successivamente diresse e co-diresse altri sei lungometraggi prima di lasciare la Toei nel 1968. Ha prodotto e diretto anche due importanti documentari sulla storia dell'animazione giapponese, Nihon manga eiga hattatsu shi: Manga tanjō (1971) e Nihon manga eiga hattatsu shi: Anime shin-gachō (1973).

## Filmografia

### Regista
- Dōbutsu dai yakyu sen, co-regia di Masao Kumagawa – cortometraggio (1949)
- Kappa kawatarō – cortometraggio (1954)
- Ukare violin – cortometraggio (1955)
- Issunboshi – cortometraggio (1956)
- Kuroi kikori to shiroi kikori – cortometraggio (1956)
- Koneko no rakugaki – cortometraggio (1957)
- La leggenda del serpente bianco (Hakujaden) (1958)
- Shōnen Sarutobi Sasuke, co-regia di Akira Daikuhara (1959)
- Le 13 fatiche di Ercolino (Saiyuki), co-regia di Daisaku Shirakawa (1960)
- Robin e i 2 moschettieri e ½ (Anju to Zushiōmaru), co-regia di Yūgo Serikawa (1961)
- Le meravigliose avventure di Simbad (Arabian naito: Shindobaddo no bōken), co-regia di Yoshio Kuroda (1961)
- Ōkami Shōnen Ken – serie TV (1963-1965)
- Uchū Patrol Hopper – serie TV (1965)
- La storia di Alice... fanciulla infelice (Shōnen Jakku to Mahô-tsukai) (1967)
- Hyokkori hyōtan-jima (1967)
- Nihon manga eiga hattatsu shi: Manga tanjō – cortometraggio, anche produttore (1971)
- Nihon manga eiga hattatsu shi: Anime shin-gachō – cortometraggio, anche produttore (1973)

### Direttore della fotografia
Tutti i film elencati sono cortometraggi.
- Sumidagawa (1931)
- Kokumin kaiei, regia di Zen Amaya (1938)
- Tora-chan to hanayome, regia di Kenzō Masaoka (1948)
- Poppo-ya san: Nonki ekicho no maki, regia di Masao Kumagawa (1948)
- Nonki kikanshi, regia di Masao Kumagawa – anche produttore(1949)
- Tora-chan no kankanmushi, regia di Kenzō Masaoka (1950)

### Sceneggiatore
- Otenki gakko, regia di Hideo Furusawa – cortometraggio (1952)
- Kōsagi monogatari, regia di Yasuji Mori – cortometraggio (1954)
- Ukare violin – cortometraggio (1955)
- Issunboshi – cortometraggio (1956)
- La leggenda del serpente bianco (Hakujaden), co-regia di Kazuhiko Okabe (1958)
- Uchū Patrol Hopper - serie TV (1965)